# سوزوکی سوزولایت
سوزوکی سوزولایت (Suzuki Suzulight) خودرویی است که در سال‌های October ۱۹۵۵ تا ۱۹۶۹تولید شده‌است. 
طراحی آن خودروهای موتور جلو-محور جلو بوده است. 